# Peintre de Baltimore

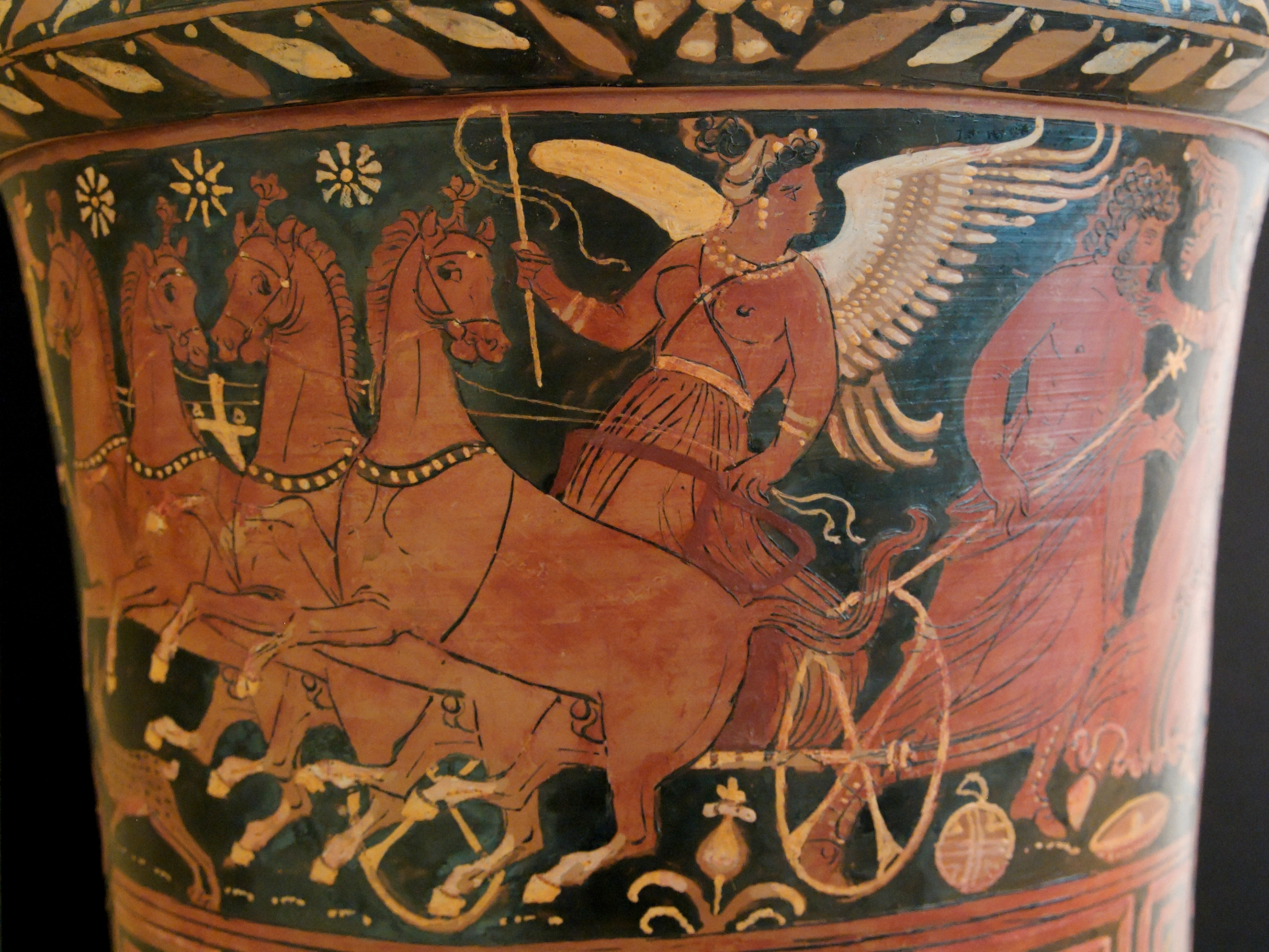
Hadès enlevant Perséphone. Loutrophore attribué à l'atelier de l'Anonyme de Baltimore (entre 330 et 320 av. J.-Chr.).

L’Anonyme de Baltimore est un peintre sur vases grec d'Apulie. Arthur Dale Trendall a placé sa période d'activité entre 330 et 310 av. J.-C.

## Œuvres
L’Anonyme de Baltimore est l'un des ultimes maîtres de la peinture sur céramique d'Apulie. Il doit son nom de convention à un vase conservé au musée de Baltimore. Ses premières réalisations ont été très fortement influencées par celles de l'Anonyme aux patères. Il a surtout orné des récipients de grand format : cratères à volutes, amphores, loutrophores et hydries. Ses thèmes favoris sont les scènes d'obsèques (avec un naiskos au premier plan, une stèle et des tentures, le plus souvent jaunes-orangées, au second plan), des scènes mythologiques et dionysiaques avec des motifs d’Erotes, des scènes de noce et de gynécée. Il est vraisemblable qu'il avait établi ses ateliers à Canosa.
Du point de vue stylistique, et surtout pour ce qui concerne le choix des thèmes figuratifs et du support de peinture, il y a de nombreuses analogies avec le Peintre des Enfers ; mais l'’Anonyme de Baltimore se distingue par son ornementation profuse. On a identifié plusieurs artistes dans l'entourage de ce peintre, tels l’Anonyme de Stoke-on-Trent, qui a à coup sûr collaboré avec l'Anonyme de Baltimore, à moins qu'ils ne soient qu'une seule et même personne. C'est dans son atelier qu'ont été formés les peintres du groupe au sakkos blanc, l’Anonyme au Samson, le Groupe de Stuttgart et le Groupe du canthare.